# Константин III Шкотски
Константин III Шкотски (гелски Causantín mac Cuiléin, владао 995-997) је био краљ Шкотске из династије Алпин.

## Историја
Рођен је као Косантин Меколин (дословно Константин, син Колинов), као син шкотског краља Колина (967-971). У тек формираној шкотској краљевини (све до Малколма III) власт није преносила по наслеђу, већ избором међу члановима краљевске породице од стране водећих великаша, заснованим углавном на ратничким заслугама и популарности кандидата. Тако је краља Колина наследио рођак Кенет II Шкотски (971-995). Константин је дошао на власт тек 995, после смрти претходног краља. У то време Шкотска (краљевина Алба) обухватала је само краљевство Пикта (северну Шкотску) и Далријаду (данашњи Аргајл), састављене од већег броја полунезависних кланова - родовских заједница са сопственим поглавицама на челу. Мало краљевство било је са свих страна окружено независним, најчешће непријатељским државама. На северу и западу били су Данци (Викинзи) са Оркнија и Ирске, док су се на југу налазили Брити из Стратклајда и краљевство Нортамбрија, која је пала под власт Енглеза из Весекса, који су постепено ширили своју државу на север. У таквој ситуацији политичка нестабилност била је велика, а ратови непрестани. Краљ Константин погинуо је после кратке владавине (997) у борби против Енглеза или побуњених шкотских великаша и сахрањен је у манастиру Јона. Наследио га је рођак, Кенет II Шкотски.

## Породично стабло
|  |                           |  |  |  |  |  |  |  |  |  |  |  |  |  |  |  |
|  | 2. Колин Шкотски          |  |  |  |  |  |  |  |  |  |  |  |  |  |  |  |
|  |                           |  |  |  |  |  |  |  |  |  |  |  |  |  |  |  |
|  |                           |  |  |  |  |  |  |  |  |  |  |  |  |  |  |  |
|  | 1. Константин III Шкотски |  |  |  |  |  |  |  |  |  |  |  |  |  |  |  |
|  |                           |  |  |  |  |  |  |  |  |  |  |  |  |  |  |  |
|  |                           |  |  |  |  |  |  |  |  |  |  |  |  |  |  |  |
|  | 3.                        |  |  |  |  |  |  |  |  |  |  |  |  |  |  |  |
|  |                           |  |  |  |  |  |  |  |  |  |  |  |  |  |  |  |
|  |                           |  |  |  |  |  |  |  |  |  |  |  |  |  |  |  |